# Ескуділья-Боніта (Нью-Мексико)
Ескуділья-Боніта (англ. Escudilla Bonita) — переписна місцевість (CDP) в США, в окрузі Катрон штату Нью-Мексико. Населення — 92 особи (2020).

## Географія
Ескуділья-Боніта розташована за координатами 34°6′36″ пн. ш. 109°1′22″ зх. д. / 34.11000° пн. ш. 109.02278° зх. д. (34.110067, -109.022770).  За даними Бюро перепису населення США в 2010 році переписна місцевість мала площу 31,58 км², з яких 31,49 км² — суходіл та 0,09 км² — водойми.

## Демографія
Згідно з переписом 2010 року, у переписній місцевості мешкало 119 осіб у 55 домогосподарствах у складі 39 родин. Густота населення становила 4 особи/км².  Було 125 помешкань (4/км²).
Расовий склад населення:
| - 89,1 % — білих - 0,8 % — корінних американців - 0,8 % — азіатів - 2,5 % — осіб інших рас |

До двох чи більше рас належало 6,7 %. Частка іспаномовних становила 7,6 % від усіх жителів.
За віковим діапазоном населення розподілялося таким чином: 13,4 % — особи молодші 18 років, 63,9 % — особи у віці 18—64 років, 22,7 % — особи у віці 65 років та старші. Медіана віку мешканця становила 54,8 року. На 100 осіб жіночої статі у переписній місцевості припадало 116,4 чоловіків;  на 100 жінок у віці від 18 років та старших — 106,0 чоловіків також старших 18 років.
Цивільне працевлаштоване населення становило 21 осіб. Основні галузі зайнятості: роздрібна торгівля — 100,0 %.